# Павлов, Александр Алексеевич (комбайнер)
Александр Алексеевич Павлов (1913—1999) — бригадир колхоза «Ленинский путь» Духовницкого района Саратовской области, Герой Социалистического Труда (23 июня 1966).

## Биография
Родился в 1913 году в селе Дубовое Духовницкого района в многодетной семье.
Работал в хозяйстве родителей, с 1930 г. — в колхозе. В 1936 г. окончил курсы трактористов и был принят в Баулинскую МТС механизатором.
В июле 1942 года призван в РККА, воевал в составе 200-го легкого артиллерийского полка 3-й гвардейской легкой артиллерийской бригады 1-й гвардейской артиллерийской дивизии РГК. Награждён медалями «За отвагу», «За оборону Сталинграда», орденом Отечественной войны II степени.
Демобилизовался в 1946 году. Работал трактористом и комбайнером в МТС, с 1958 г. — в колхозе «Ленинский Путь» Духовницкого района.
В 1957 году за высокие показатели по намолоту зерна награждён медалью «За трудовое отличие», в 1958 г. — Малой серебряной медалью ВДНХ и орденом Ленина.
В 1965 году на комбайне СК-4 намолотил 1600 тонн зерна и скосил в валки 300 га зерновых. Указом Президиума Верховного Совета СССР от 23 июня 1966 года «За успехи в работе по увеличению производства и сдачи государству зерна» присвоено звание Героя Социалистического Труда.
После выхода на пенсию ещё несколько сезонов отработал на уборке зерновых.